# Lars Erik Lundberg (byggmästare)
Lars Erik Emanuel Lundberg, född 4 juli 1920 i Norrköping, död 3 januari 2001 i Norrköping, var en svensk byggmästare och entreprenör.
Lars Erik Lundberg växte upp i Norrköping och ärvde en fastighet och en skoaffär av sin far 1944. Han startade samma år därefter ett byggföretag, numera Fastighets AB L E Lundberg. Han byggde upp ett fastighetsimperium genom att bygga fastigheter i egen regi på egen mark i ett flertal mellansvenska städer och sedan också förvalta dem. 
Verksamheten har under Lars Erik Lundbergs och sonen Fredrik Lundbergs ledning utvecklats till en av Sveriges största företagssfärer med investmentföretaget L E Lundbergföretagen som maktbolag.
Lars Erik Lundbergs stiftelse för forskning och utveckling instiftades 1996 av Lars Erik Lundberg och stöder forskning inom samhällsekonomi, företagsekonomi och teknologi. och Lars Erik Lundbergs stipendiestiftelse instiftades 1991 av L E Lundbergföretagen och ger stipendier till främst unga forskare inom byggrelaterade ämnesområden.
Lars Erik Lundberg är far till Fredrik Lundberg och Eva Hamrén-Larsson (född 1952), samt farfar till Louise Lindh och Katarina Martinson.